# Ludovic Castard
Ludovic Castard (ur. 18 stycznia 1983 w Clichy) – francuski siatkarz, grający na pozycji przyjmującego; reprezentant kraju. Od sezonu 2016/2017 występuje w drużynie GFC Ajaccio VB.

## Sukcesy klubowe
Mistrzostwo Francji:
- 2007, 2008
- 2005, 2010[1]

Superpuchar Francji:
- 2006, 2016

Puchar Francji:
- 2017

## Sukcesy reprezentacyjne
Mistrzostw Europy Juniorów:
- 2002

Liga Światowa:
- 2006

## Nagrody indywidualne
- 2002 - MVP Mistrzostw Europy Juniorów